# Corticaria desaegeri
Corticaria desaegeri es una especie de coleóptero de la familia Latridiidae.

## Distribución geográfica
Habita en el Congo.